# Miklos Gaál
Miklos Gaál (* 1974 in Espoo, Finnland) ist ein finnischer Fotograf ungarischer Herkunft, der in Helsinki und Amsterdam lebt.
Gaál studierte 1995 bis 1999 an der Universität für Kunst und Design Helsinki, daneben an der Universität für Photographie und Film in Göteborg (1997–98) und schloss mit einem Master of Arts in Helsinki 2004 ab. 2008 bis 2009 verbrachte er als Stipendiat der Rijksakademie van beeldende kunsten in Amsterdam.
Seine Fotos, in der Regel aus der Vogelperspektive aufgenommen, mischen Schärfe und Unschärfe und gelten als  innovative Beiträge zur Landschaftsfotografie. Gaál hatte Einzelausstellungen in der Kunsthalle Erfurt (2006), in der Kunsthalle Emden (2005) und im Kunstverein Göttingen (2004).